# Atiachevo
Atiachevo (en russe : Атяшево, en erzya : Отяжеле, Otäžele) est une commune urbaine de la république de Mordovie au sein de la fédération de Russie. Elle est le centre administratif du raïon d'Atiachevo.

## Géographie
La bourgade d'Atiachevo est située à 74 km a vol d'oiseau et à 81 km par la route de Saransk, capitale régionale à laquelle elle est reliée par la route 89K-06 Saransk - Ardatov et par un tronçon du chemin de fer Gorki (ru).
La température moyenne en janvier est de -11,6°С, en juillet de +19,2°С.

## Histoire
Atiachevo a ete fondée en 1894 dans le cadre de la construction du chemin de fer Moscou-Kazan, dont une section a été construite près du village d'Atiachevo.

## Démographie
La population d'Atiachevo a évolué comme suit:
| 1959  | 1970  | 1979  | 1989  | 2002  |
| ----- | ----- | ----- | ----- | ----- |
| 1 581 | 3 891 | 4 393 | 6 298 | 6 073 |

| 2009  | 2012  | 2015  | 2020  | - |
| ----- | ----- | ----- | ----- | - |
| 6 016 | 6 183 | 6 138 | 6 063 | - |

## Galerie

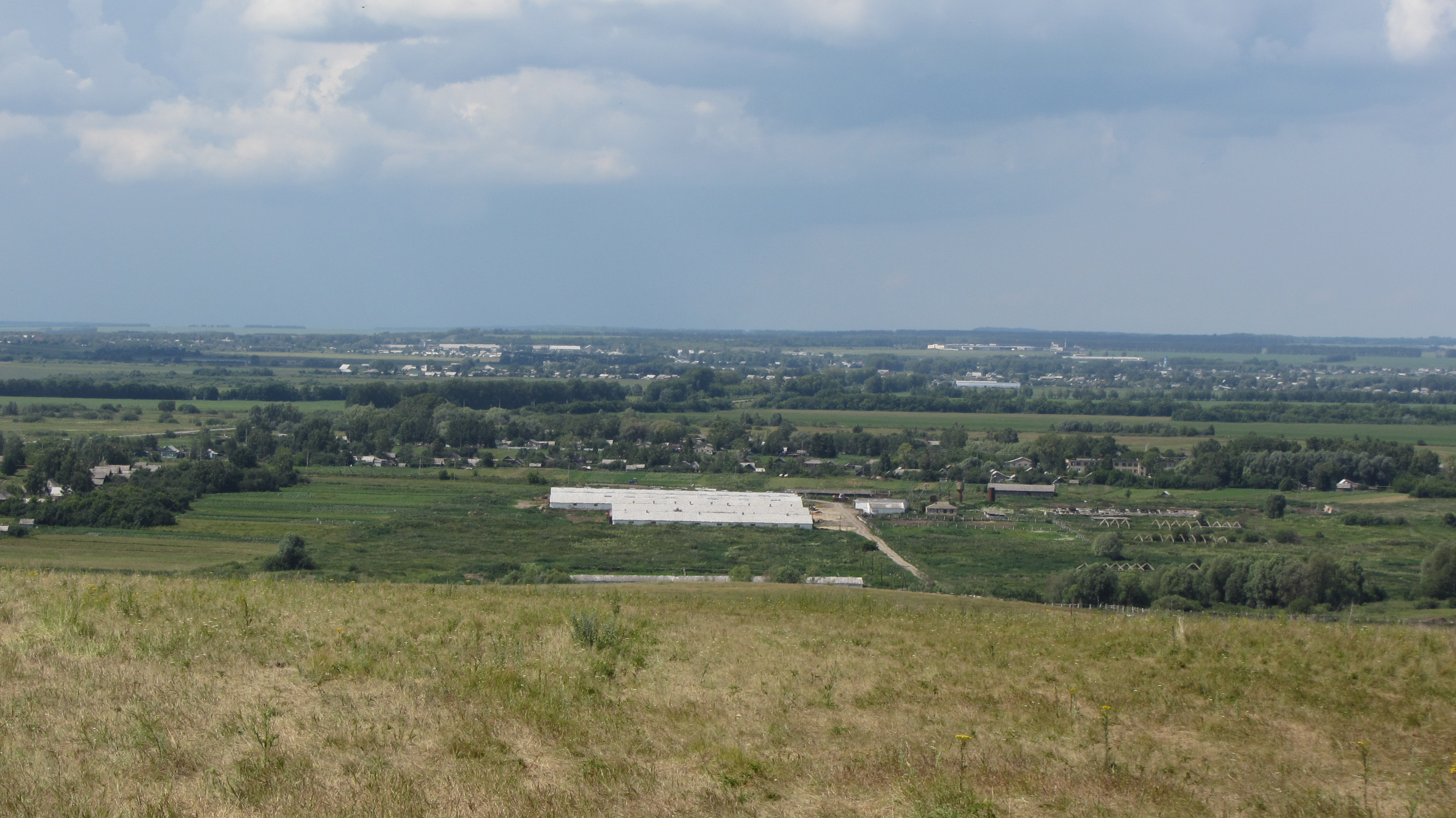
Vue du raïon d'Atiachevo.